# Glutamát dekarboxyláza

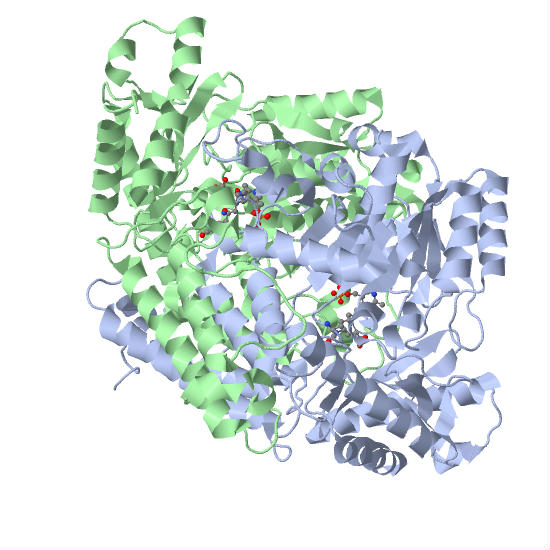
GAD 67

Glutamát dekarboxyláza nebo dekarboxyláza kyseliny glutamové (GAD) je enzym , který katalyzuje dekarboxylaci glutamátu na GABA a CO2. GAD používá PLP jako kofaktor. Reakce probíhá takto:
HOOC-CH2-CH2-CH(NH2)-COOH → CO2 + HOOC-CH2-CH2-CH2NH2
U savců nacházíme  GAD ve dvou izoformách s  rozdílnou subcelulární distribucí a molekulovou hmotností 67 a 65 kDa (GAD67 a GAD65), které jsou kódované dvěma různými geny (GAD1 a GAD2 ) na různých chromozomech . GAD67 a GAD65 jsou exprimovány v mozku, ve kterém GABA funguje jako neurotransmiter, a dále  inzulín produkujících β-buňkách slinivky břišní, v různém poměru v závislosti na druhu.
Několik zkrácené přepisy a polypeptidy GAD67 byly nalezeny v vyvíjejícím se mozku, nicméně jejich funkce není známa.

## Regulace GAD65 a GAD67
GAD65 a GAD67 syntetizují GABA na různých místech v buňce, v různých vývojových úsecích  a pro funkčně odlišné účely. GAD67 je rozšířena rovnoměrně po celé buňce, zatímco GAD65 je lokalizována v nervových zakončeních,  což odráží funkční odlišnosti. GAD67 syntetizuje GABA pro neuronové aktivity nesouvisející s neurotransmisi, jako je synaptogeneze a pro ochranu před zranění nervové soustavy. Tato funkce vyžaduje rozsáhlé a všudypřítomnou lokalizaci  GABA. GAD65, syntetizuje GABA  pro neurotransmise, a proto je nutná pouze v nervových zakončení a synapsích. V zájmu podpory neurotransmisie GAD65 tvoří komplex s HSC70, cysteinovým řetězcem proteinu (CSP) a vezikulárním GABA transportérem VGAT, což jako celek, pomáhá paketům GABA do vezikul  pro pozdější uvolnění v průběhu neurotransmise. GAD67 je transkripován během raného vývoje, zatímco GAD65 není přepisována až v pozdější fázi  života. Tento vývojový rozdíl  GAD67 a GAD65 odráží funkční vlastnosti každé izoformy; GAD67 je potřeba po celou dobu vývoje pro normální buněčné fungování, zatímco GAD65 není potřeba do pokročilejší doby vývoje, když synaptické inhibice převáží .
GAD67 a GAD65 jsou také regulovány odlišně post-translačně. GAD65 a GAD67 jsou regulovány prostřednictvím fosforylace, ale regulace z těchto izoforem se liší; GAD65 je aktivována fosforylací, zatímco GAD67 je fosforylací inhibována. GAD67 je fosforylovaný na threoninu 91 tím, proteinem kinázou A (PKA), zatímco GAD65 je fosforylován, a tak regulován protein kinázou C (PKC). Oba GAD67 a GAD65 jsou také regulovány post-translašně pyridoxal 5'-fosfátem (PLP); GAD je aktivován, když je navázán na PLP a neaktivní, když není vázán. Většina GAD67 je navázána na PLP v daném čase, GAD65 se váže na PLP až když GABA se stane potřebnou pro neuotransmisi. To opět odráží funkční vlastnosti obou izoforem; GAD67 musí být aktivní po celou dobu pro normální buněčnou funkci, a proto je neustále aktivován PLP, zatímco GAD65 musí být aktivována pouze tehdy, když GABA neurotransmise se vyskytuje a je proto regulována dle synaptického okolí.

## Role v patologii

### Diabetes
Oba GAD67 a GAD65 jsou cíle autoprotilátek u lidí,u kterých se později vyvine typ 1 diabetes mellitus nebo latentní autoimunitní diabetes. Injekcí GAD65 , která vyvolá  imunitní toleranci  se zabránilo diabetu typu 1 v modelech na hlodavcích. V klinických studiích njekce GAD65  zachová  část produkci inzulínu po dobu 30 měsíců, u lidí s diabetem 1.typu.